# Open Gaming Alliance
L'Open Gaming Alliance (PCGA), fondée en février 2008 à l'occasion de la Game Developpers Conference (Conference des developpeurs de jeux) de San Francisco  sous le nom de PC Gaming Alliance (à ne pas confondre avec un Plan Comptable général d'une Association), est un lobby avec pour but annoncé de promouvoir et d'améliorer le PC comme plate-forme de jeux vidéo. Ses membres sont des fabricants de matériel électronique, des fabricants de logiciels et des éditeurs de jeux vidéo, entre autres.
Le PC Gaming Alliance a changé de nom en 2014 pour devenir l'Open Gaming Alliance, qui se concentre non plus seulement sur le PC mais sur toutes les plateformes pouvant être considérées comme étant un PC tournant sous un quelconque système d'exploitation, tablettes comprises.

## Buts et activités
L'OGA développe une stratégie marketing pour les jeux vidéo sur PC, s'oppose aux violations du droit d'auteur, développe de nouveaux modèles de ventes et établit les contraintes matérielles minimales pour les jeux sur PC, tout en publiant des conseils à destination des informaticiens développant des jeux vidéo pour PC. Selon son président Randy Stude, l'OGA doit « s'assurer que l'industrie du jeu vidéo sur PC possède une voix publiquement reconnue et un podium pour communiquer de façon appropriée la taille, la croissance et la popularité de la plate-forme de jeux la plus populaire au monde ». L'OGA effectue également des recherches pour le compte de ses membres.

## Membres
- Acer/Gateway, Inc.
- Activision
- AMD
- Antec
- Capcom
- Dell/Alienware
- Epic Games
- Intel
- Logitech
- Razer USA Ltd

## Traductions de
1. ↑  (en) help make certain that the PC game industry had a public voice and a pulpit for accurately communicating the size, growth and overall popularity of the single largest gaming platform worldwide